# Instituto para Devolver al Pueblo lo Robado
El Instituto para Devolver al Pueblo lo Robado (INDEP) es un organismo público descentralizado de la Secretaria de Hacienda y Crédito Público del gobierno de México creado en 2002 con el nombre de Servicio de Administración y Enajenación de Bienes (SAE) y cambiado por INDEP en el 2020. Tiene como objetivo la venta y subasta de bienes improductivos o confiscados por el estado mexicano y redistribuir los fondos resultantes a programas sociales. 

## Desarrollo
En mayo de 2019 el presidente Andrés Manuel López Obrador anunció la creación de un Instituto para Devolver al Pueblo lo Robado que tendría como fin poner a la venta objetos decomisados tanto a criminales como a servidores públicos que incurrieron en corrupción o desfalco. El 9 de agosto de 2018 la promulgación de la Ley de Extinción de Dominio mencionó el cambio de nombre del Servicio de Administración y Enajenación de Bienes hacia Instituto de Administración de Bienes y Activos. El presidente de México Andrés Manuel López Obrador manifestó su desacuerdo y propuso el nombre de Instituto para Devolver al Pueblo lo Robado, mismo que fue aprobado por la Cámara de Diputados el 15 de agosto de 2019.

## Primera subasta pública
La primera subasta pública de este instituto se realizó el 8 de marzo de 2020, en la cual se vendieron vehículos de lujo, joyería e inmuebles de alto valor.